# Мирослав Тохољ
Мирослав Тохољ (Љубиње, 11. април 1957 — Београд, 23. јул 2021) био је српски књижевник, политичар и некадашњи министар информисања у Влади Републике Српске.

## Биографија
Рођен у Љубињу 11. априла 1957. године. Средњу школу завршио је у Требињу. Дипломирао је на Филозофском факултету у Сарајеву. На Филозофском факултету Универзитета Коменског у Братислави од 1980. до 1983. апсолвирао је лекторске студије словачког језика и културе. Краће вријеме радио је као сарадник у ИП "Свјетлост". Радио је као секретар у Удружењу књижевника СР БиХ (1984-1988). Покренуо је и уређивао у Сарајеву недељник Јавност (1990-1995), један је од оснивача Српске демократске странке, члан Главног и Извршног одбора, потпредседник Политичког савјета.
До почетка рата 1992. живео је у Сарајеву, од 1992. до 1997. на Палама код Источног Сарајева, где је био члан српског политичког руководства и посланик у Народној скупштини Републике Српске. Током Одбрамбено-отаџбинског рата, од јануара 1993. до децембра 1995. године, био је министар информисања Републике Српске, а после рата краће време министар без портфеља и генерални директор Српске радио-телевизије. На првим послијератним парламентарним изборима изабран је за посланика у Народној скупштини Републике Српске. Од 1998. живио је у Београду. Децембра 2015. изабран је за дописног члана Академије наука и умјетности Републике Српске. Преминуо је 23. јула 2021. у Београду.
Носилац је Ордена Његоша I и II реда, Сребрног грба Републике Српске и Октобарске споменице 1991.

## Књижевни рад
У 22. години, још као студент, објавио је роман написан необичним језиком и стилом, који га је сврстао у ред најзанимљивијих млађих југословенских писаца и донио му годишњу награду издавача. Двије године касније, исти сарајевски издавач објавио му је књигу новела поводом које је књижевна критика представила Тохоља као најизразитијег постмодерног аутора у СР БиХ. И ова књига награђена је годишњом наградом "Свјетлости" за најбољу књигу и годишњом наградом Књижевне омладине БиХ.
Године 1986. београдски издавач "Филип Вишњић", у познатој библиотеци "Албатрос", објавио је Тохољев роман "Господар срца", за који је добио награду Удружења књижевника БиХ за најбоље књижевно дјело и награду Заједнице културе града Сарајева. Наредни Тохољев роман "Стид" штампан је такође у Београду, а жири га је уврстио у најужи избор за НИН-ову награду. У завршном гласању био је другопласирани, а поједини дијелови романа преведени су и штампани на страним језицима. Тохољева двотомна "Црна књига - патње Срба у БиХ 1992–1995." награђена је специјалним признањем за издавачки подухват на Салону књига у Новом Саду 2001. године.
Роман "Кућа Павловића" награђен је 2002. наградом "Бранко Ћопић", коју додјељује Ћопићева задужбина при САНУ. Књига приповједака "Мала Азија и приче о болу" награђена је 2003. наградом Задужбине "Иво Андрић", а "Венчање у возу" наградом "Борисав Станковић" за најбољу књигу прозе објављену 2007. на српском језику. Роман "Звона за Тројицу" награђен је наградама "Светозар Ћоровић" и годишњом наградом ревије "Збиља" 2012. године. О књижевном дјелу овог писца објављено је више од стотину студија, приказа и осврта, у којима се из различитих аспеката указује на његове стилске, језичке, тематске и структуралне особености.
Крајем децембра 2015. Тохољу је додијељено национално признање "Вукова награда" за "дугогодишњи допринос развоју културе и оданост вуковским идеалима".

## Награде и признања
- Награда Свјетлости за прву објављену књигу (1980)
- Награда Свјетлости за најбољу књигу (1982)
- Награда Књижевне омладине БиХ за најбољу књигу (1982)
- Годишња награда Удружења књижевника БиХ за роман „Господар срца“ (1988)
- Годишња награда културне заједнице града Сарајева за роман „Господар срца“ (1988)
- Специјална награда 7. салона књиге у Новом Саду за „Црну књигу“ (2001)
- Награда Задужбине Бранко Ћопић за роман „Кућа Павловића“ (2002)[4]
- Награда Иво Андрић за књигу „Мала Азија и приче о болу“ (2003)
- Награда Борисав Станковић за књигу „Венчање у возу“ (2008)[5]
- Награда Светозар Ћоровић за роман „Звона за Тројицу“ (2011)[6]
- Годишња награда ревије Reality (Збиља) за прозу (2011)
- Вукова награда (2015)
- Орден Његоша првог реда
- Орден Његоша другог реда
- Сребрни грб Републике Српске (1991—2013)
- Октобарска споменица 1991 (2015)

## Дела

#### Романи
- То снива лампарија (1979)
- Господар срца (1987)
- Стид (1989)
- Кућа Павловића (2001)
- Звона за Тројицу (2010)
- Сестре (2013)

#### Књиге приповедака
- Апотекаркин рај и мушке ствари (1981)
- Мала Азија и приче о болу (2002)
- Венчање у возу (2007)
- Отгадай - кто погиб (избор) (Твер-Москва, 2013)
- Врста која изумире (избране приповетке) (2016)

#### Есеји
- Размишљања под притиском (2008)
- Недеље неопеваног јада (2012)

#### Публицистичка дела
- Црна књига – патње Срба у Босни и Херцеговини 1992-1995
- Свети ратници и рат у Босни и Херцеговини (2001)
- Ноћна пошта – преписка са Радованом Караџићем 1996-2004 (2008)

#### О писцу
- Тохољ – о рату и књижевности (Јован Јањић)(1996)
- Тамна лепота брисаног простора – Проза Мирослава Тохоља (Анександар Дунђерин)(2016)